# Ignacio Caselles García
Blahoslavený Ignacio Caselles García, řeholním jménem Juan Crisóstomo (Jan Chrysostom) z Gata de Gorgos (18. listopadu 1874, Gata de Gorgos – 24. prosince 1936, Orihuela), byl španělský římskokatolický kněz, řeholník Řádu menších bratří kapucínů a mučedník.

## Život
Narodil se 18. listopadu 1874 v Gata de Gorgos jako syn Vicenta Caselles Boronat a Antonie García Durá. Spolu měli 7 dětí a jedno zemřelo velmi brzo, po narození Ignacia získal jeho jméno. Pokřtěn byl den po jeho narození. Jako dítě sloužil jako ministrant.
Ve 12 letech vstoupil na serafínskou kolej v Orihuele a poté vstoupil ke kapucínům v Massamagrell. Dne 23. srpna 1891 přijal hábit a jméno Juan Crisóstomo. Dne 25. srpna 1892 složil své řeholní sliby a po studiu teologie a filosofie byl 12. února 1899 vysvěcen na kněze. Pobýval v klášteře v L'Olleria a nakonec v Orihuele, kde působil třicet let jako zpovědník a duchovní otec. Byl nazýván Padre Juanito. Jako kapucín šířil pobožnosti ke třem denním Zdrávasům.
Když roku 1936 vypukla Španělská občanská válka a protikatolické pronásledování, otec Juan odešel z kláštera a několik měsíců se skrýval. Poté byl udán a zatčen milicí. Dne 24. prosince byl odveden, fyzicky mučen a nakonec byl zastřelen.

## Proces blahořečení
Proces jeho blahořečení byl zahájen roku 1954 v arcidiecézi Madrid spolu s dalšími jedenatřiceti spolubratry kapucíny.
Dne 27. března 2013 uznal papež František jejich mučednictví. Blahořečeni byli 13. října 2013 ve skupině 522 španělských mučedníků.